# Anthidium colliguayanum
Anthidium colliguayanum is een vliesvleugelig insect uit de familie Megachilidae. De wetenschappelijke naam van de soort is voor het eerst geldig gepubliceerd in 1970 door Toro & Rojas.